# Dinara
Die Dinara ist mit 1831 m. i. J. der höchste Berg Kroatiens. 
Die Dinara liegt nahe der Grenze zwischen Kroatien und Bosnien-Herzegowina im Zagora, unweit der Stadt Knin. Am Fuße des Berges und in unmittelbarer Nähe liegt auf der kroatischen Seite die Ortschaft Kijevo. Von dieser Ortschaft kann man den imposanten Berg in seiner Gesamtgröße erblicken.
Die Dinara ist nicht nur einer der zahlreichen Gipfel des Dinarischen Gebirges, sondern ragt selbständig aus der Landschaft empor. Die Bevölkerung aus der Umgebung von Kijevo nennt die Bergspitze auch Sinjal, in Anlehnung an das Wort Signal und dem Vermessungspfeiler, welcher sich auf der Spitze befindet. Der gesamte Berg ist nur karg bewachsen. Bäume gibt es fast nur im unteren Teil des Berges. Der kürzeste Weg zum Gipfel führt vom Dorf Glavas über die Südflanke herauf. Er ist technisch einfach und gut markiert, aber mit rund 1300 Höhenmetern (+/- 4h Aufstieg) recht lang.
Durch ihre Eigenschaft als Landeshöhepunkt ist die Dinara inzwischen ein beliebtes Ziel für einheimische und internationale Bergsteiger.  